# 紅真小鯉
紅真小鯉（学名：Cyprinella rutila）为輻鰭魚綱鯉形目雅羅魚科的其中一種，分布於中美洲墨西哥新萊昂州蒙德勒河流域，棲息在中底層水域，生性不明。